# Hadrothemis vrijdaghi
Hadrothemis vrijdaghi – gatunek ważki z rodziny ważkowatych (Libellulidae).